# Hamburgi szökőár

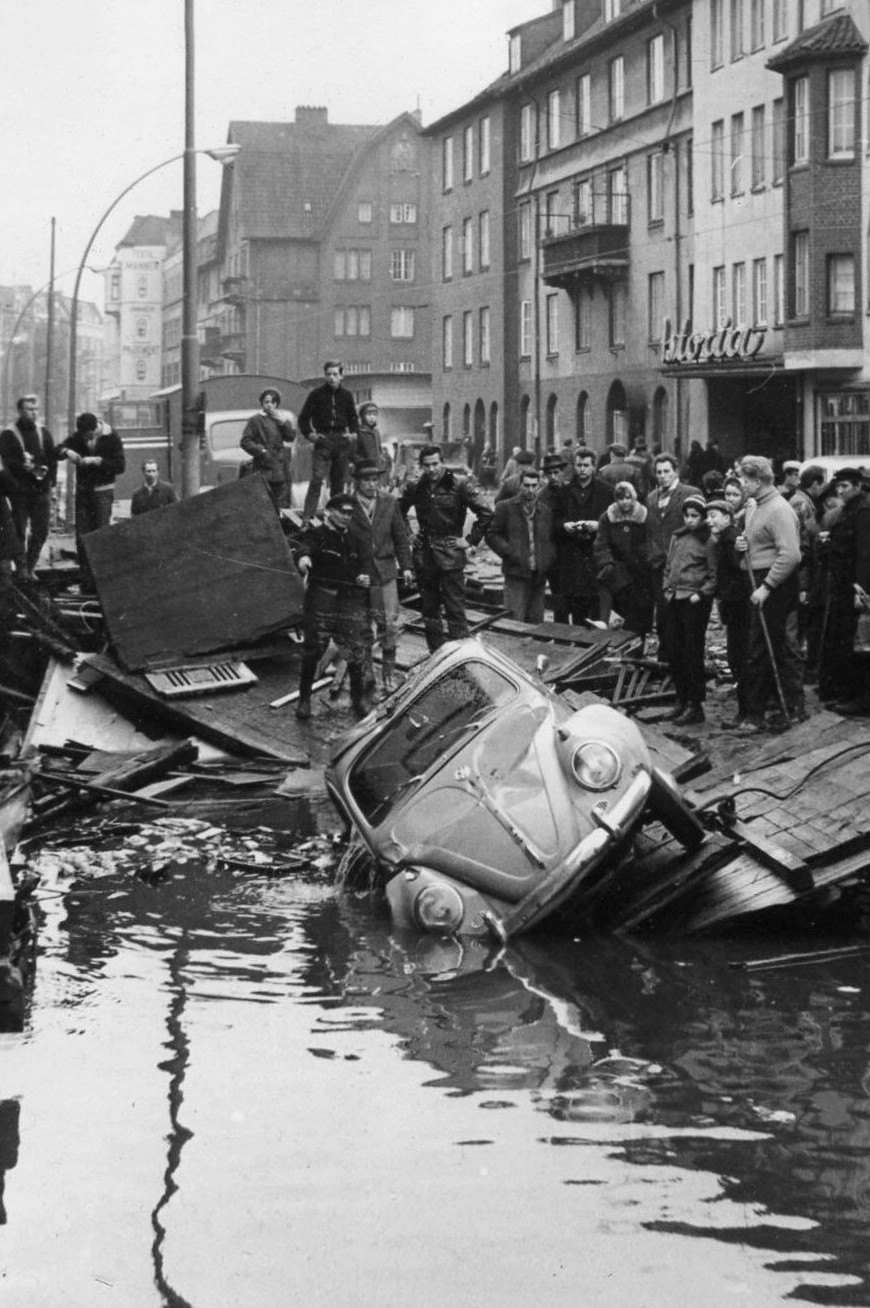
A hamburgi szökőár

A hamburgi szökőár 1962. február 17-én 315 emberéletet követelt.
Február 17-re virradó éjszaka 130 km/h sebességű orkánerejű szél söpört végig Észak-Németországon. Bár a Német Hidrológiai Intézet figyelmeztetést adott ki 16-án este 20 órakor, de Hamburgra külön nem tértek ki. Így a hanzaváros lakói nyugovóra tértek.
A  vihardagály Hamburgban mintegy hatvan helyen átszakította a gátat, és a város egyhatodát elárasztotta a víz. Az álmában meglepett mintegy 15 ezer ember nedves pizsamában menekült a háztetőkre, fákra. 315 ember meghalt, több mint 20000 lakosnak hosszabb időre el kellett költöznie, néhány százan végleg elvesztették otthonukat. Hatalmas anyagi kár keletkezett: lakóépületeket, ipari létesítményeket, iskolákat, egészségügyi intézményeket, utcákat tett tönkre az ár.
A polgármester külföldön volt. Helmut Schmidt belügyi szenátor, későbbi kancellár válságstábot állított fel és Németország alaptörvényét megszegve kérte a német hadsereg és a NATO segítségét. Ő koordinálta a mentési akciókat vízen és a levegőben. A Bundeswehr országon belüli bevetését még tiltotta az ország alaptörvénye 1962-ben. 1968-ban módosították az alaptörvényt Schmidt beavatkozásának köszönhetően.